# 六部口
39°54′21″N 116°22′59″E / 39.905781°N 116.383003°E
六部口是北京的一个地名。六部口在北京西长安街上，西连西单地区，北连府右街，南连北新华街。
六部口地名的来历有很多版本。一般是认为从“大六部坑”、“小六部坑”这两个地名演化而来。也有人认为得名自古代，从此路口斜穿走去“吏户礼兵刑工”六部办事比较方便，因而得名。
六部口南有北京音乐厅，而路北是中南海所在地。